# Maurice Hewlett
 (janvier 2018).
Si vous disposez d'ouvrages ou d'articles de référence ou si vous connaissez des sites web de qualité traitant du thème abordé ici, merci de compléter l'article en donnant les références utiles à sa vérifiabilité et en les liant à la section « Notes et références ».
Maurice Henry Hewlett, né à Weybridge (Angleterre) le 22 janvier 1861 et mort le 15 juin 1923, est un poète et essayiste britannique. 

## Biographie
Maurice Hewlett étudie au collège international de Londres et effectue des voyages jusqu'en 1890. Il s'inscrit au barreau de Londres en 1891, puis en 1896 il devient directeur des domaines et de l'enregistrement.
Il commence à publier dans diverses revues à partir de 1890, des comptes-rendus critiques d'ouvrages concernant Boccace ou Michel-Ange, et un article sur l'Italie du XIIIe siècle dans la Nineteenth Centyry Rewiew de mai 1891. Il commence à se faire connaître en publiant en 1895 un recueil comportant une douzaine de dissertations, évoquant les antiques cités toscanes sous le titre de Earthwork out of Tuscany. Puis viendront A Masque of Dead Florentines, que suit une pastorale en deux actes Pan and  the Young Shepherd en 1897.

## Œuvres
- Earthwork Out of Tuscany (1895)
- The Masque of Dead Florentines (1895)
- Songs and Meditations (1897)
- Les amants de la forêt (Forest Lovers, 1898), nouvelle historique
- Pan and the Young Shepherd (1898)
- Youngest of the Angels (1898)
- Little Novels of Italy (1899) événement littéraire de la saison en Angleterre, traduit en français par Henry-D. Davray et B. Kozakiewicz : Amours charmantes et cruelles, Paris, Éditions du Mercure de France, 1908.
- Little Novels of English History
- The Life and Death of Richard Yea-and-Nay (1900)
- The New Canterbury Tales (1901)
- The Queen's Quair or The Six Years' Tragedy (1904), traduit en français par Louis Fabulet : Les Cahiers de la Reine
- The Road in Tuscany (1904), illustré de plus de 200 dessins de Joseph Pennell
- Fond Adventures: Tales of the Youth of the World (1905)
- The Fool Errant (1905)
- The Stooping Lady (1907)
- Halfway House (1908)
- Artemision (1909)
- Open Country (1909)
- Mauvaise herbe (Rest Harrow, 1910)
- Letters to Sanchia (1910)
- The Song of Renny (1911)
- Brazenhead the Great (1911)
- Bendish (1913), nouvelle
- The Song of the Plow (1916)
- Thorgils of Treadholt (1917)
- The Village Wife’s Lament (1918)
- In Green Shade (1920)
- The Light Heart (1920)
- Wiltshire Essays (1921)
- The Last Essays of Maurice Hewlett (1924)
- The Letters of Maurice Hewlett (1926)